# Сатинский, Юлиус
Юлиус Сатинский (словац. Július Satinský; 20 августа 1941, Братислава, Чехословакия — 29 декабря 2002, Братислава, Словакия) — словацкий и чехословацкий актёр, певец, шоумен и писатель. Заслуженный артист ЧССР (1989).

## Биография
Окончил педагогическое училище, позже — Высшую школу исполнительского искусства в Братиславе (1962—1966).
Актёрскую карьеру начал в 1959 году в созданном вместе с Миланом Ласицей, легендарном, в будущем, комическом дуэте, в котором выступал с авторскими программами.
В 1960-х годах выступал на сцене театра Divadlo na Korze. В 1964—1968 — на Чехословацком телевидении в Братиславе. После Пражской весны 1968 выступление дуэта в Словакии было запрещено. Играл в кабаре в Брно. В 1972—1978 был членом музыкального ансамбля театра Нова Сцена, в 1980—1990 гг. выступал в Братиславе.
С 1967 снимался в чехословацкий фильмах. Известен как комический актёр, радио- и телеведущий. Вместе с Миланом Ласицей записал нескольких музыкальных альбомов.

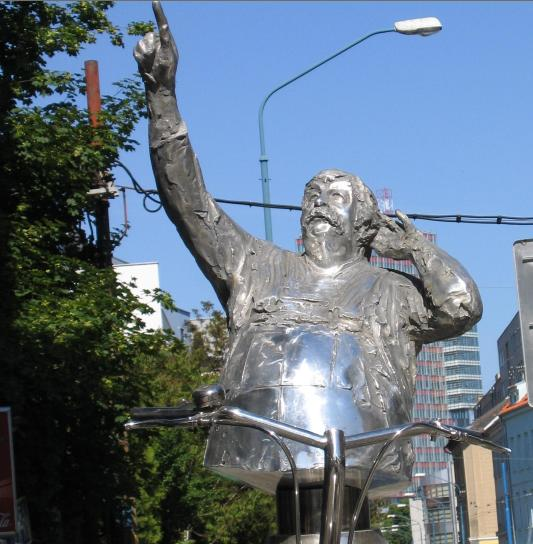
Памятник Ю. Сатинскому в Братиславе

Автор большого количества сценок, диалогов, фельетонов, художественных программ, а также — книг воспоминаний о Братиславе, популярных детских произведений.
Похоронен на Кладбище Святого Андрея в Братиславе.

## Фильмография
- 1967 — Цезарь и детективы / Cézar a detektívi — краснокожий
- 1982 — С тобой меня радует мир / S tebou mě baví svět — Альберт Горак
- 1982 — Три золотых волоса / Plavcík a Vratko — Солнечный король
- 1982 — Сердечный привет с земного шара / Srdečný pozdrav ze zeměkoule — инопланетянин
- 1984 — Продавец юмора / Prodavac humoru — Петранек
- 1984 — Три ветерана  — король Пикколо
- 1985 — Деревенька моя центральная — Стефан
- 2002 — Крутые радости / Kruté radosti

## Награды
- Крест Прибины I степени (2002)
- Медаль «За заслуги» I степени (2003, Чехия)
- Заслуженный артист ЧССР (1989)

## Память
- В Братиславе установлен памятник Ю. Сатинского.
- Словацкое астрономическое общество назвало в его честь открытый в 1998 астероид 15946 Satinský.